# Pseudochondrostoma
Pseudochondrostoma es un género de peces actinopterigios de la familia Cyprinidae. 

## Especies
- Pseudochondrostoma duriense (Coelho, 1985) - Boga del Duero.
- Pseudochondrostoma polylepis (Steindachner, 1865) - Boga del Tajo.
- Pseudochondrostoma willkommii (Steindachner, 1866) - Boga del Guadiana.